# 皮拉齊茲
皮拉齊茲是土耳其的城鎮，位於該國北部，由吉雷松省負責管轄，面積100平方公里，海拔高度97米，主要經濟活動是種植榛果和漁業，2009年人口7,097。

## 外部連結
- （土耳其文） the municipality
  - photographs of Piraziz